# Ceux de chez nous (film, 1943)
Pour les articles homonymes, voir Ceux de chez nous.
Pour plus de détails, voir Fiche technique et Distribution.
Ceux de chez nous (Millions Like Us) est un film britannique réalisé par Sidney Gilliat et Frank Launder, sorti en 1943.

## Synopsis
Lorsque Celia Crowson est mobilisée, elle rêve de gloire militaire, mais c'est une jeune femme célibataire et, dès lors, elle est orientée vers une usine fabriquant des pièces d'avion. Là, elle fait la connaissance d'autres jeunes filles de tous horizons, et entame une relation avec un  jeune aviateur.

## Analyse
Réalisé pendant la Seconde Guerre mondiale, Ceux de chez nous fait partie d'un certain nombre de films de propagande britanniques.

## Fiche technique
- Titre : Ceux de chez nous
- Titre original : Millions Like Us
- Réalisation : Sidney Gilliat et Frank Launder
- Scénario : Sidney Gilliat et Frank Launder
- Images : Jack E. Cox et Roy Fogwell
- Musique : Hubert Bath et Ludwig van Beethoven
- Direction musicale, musique additionnelle et arrangements : Louis Levy
- Production : Edward Black et Maurice Ostrer pour Gainsborough Pictures
- Pays d'origine : Royaume-Uni
- Format : Noir et Blanc - 1,37:1
- Genre cinématographique : Drame, Guerre
- Durée : 103 minutes
- Date de sortie : 15 novembre 1943

## Distribution
- Patricia Roc : Celia Crowson
- Gordon Jackson : Fred Blake
- Anne Crawford : Jennifer Knowles
- Basil Radford : Charters
- Naunton Wayne : Caldicott
- Moore Marriott : Jim Crowson
- Eric Portman : Charlie Forbes
- Joy Shelton : Phyllis Crowson
- John Boxer : Tom
- Valentine Dunn : Elsie
- Amy Veness : Mme Blythe
- Irene Handl : la propriétaire